# Manulua
Manulua /= dvije ptice ili poput ptice; "like a bird"/, možda jedan od najstarijih polinezijskih dizajna na tonganskoj kupesi-tapi. Svoje ime dobiva po apstraktnom dizajnu koji daje iluziju na dvije ptice, a možda predstavlja i cvjetni dizajn. Porijeklo manulua dizajna je nepoznato, a slični motivi pronađeni su u polinezijskoj umjetnosti i na ranoj lapita-lončariji. 

## Vanjske poveznice
- Dizajn Manulua Sila